# Христианство в IV веке

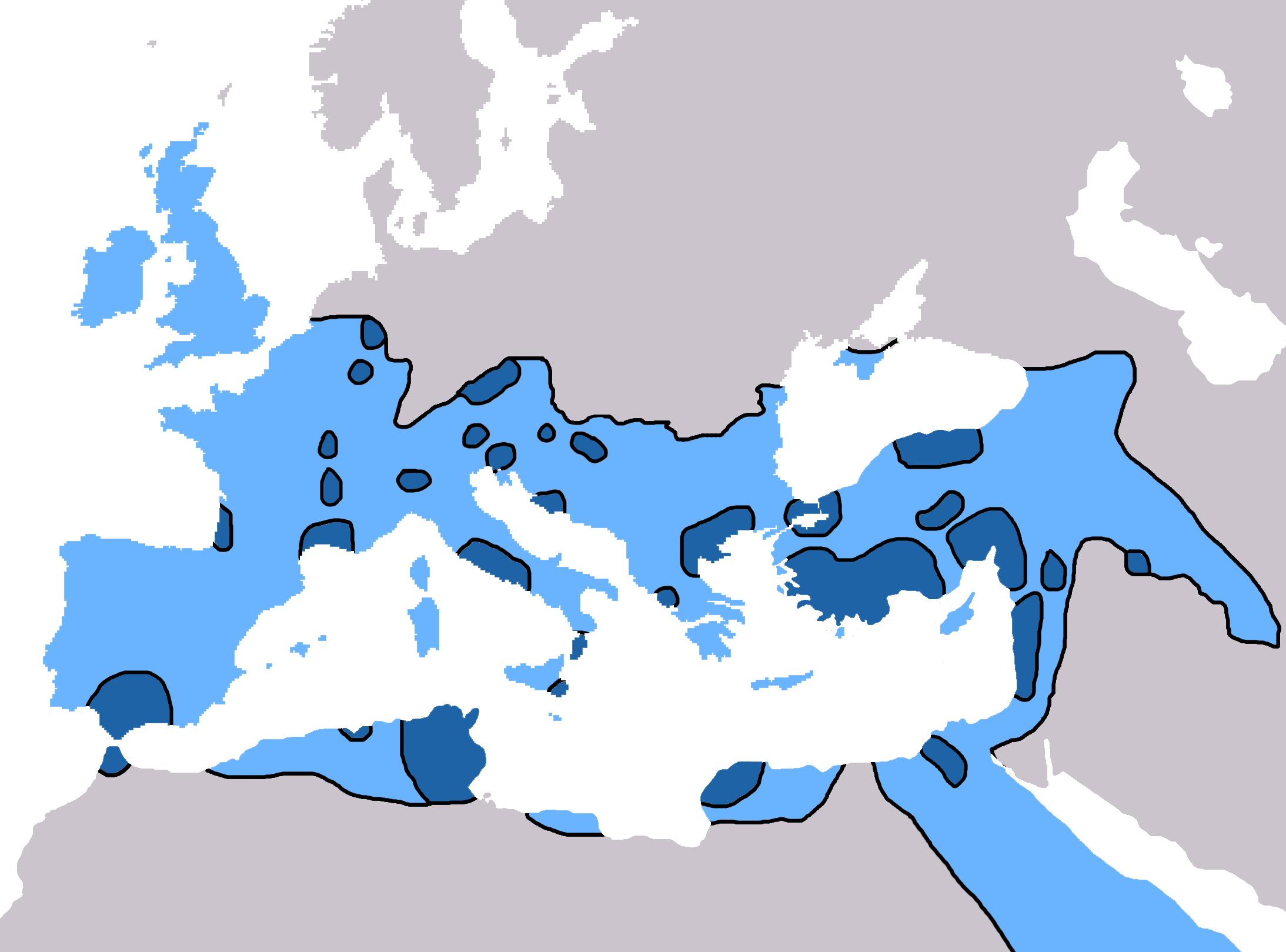
Распространение христианства в 325 году
Распространение христианства в 600 году

Важнейшими событиями христианства в IV веке стали созванный римским императором Константином Великим Первый Никейский собор (325), установивший основные догматы христианской веры, и Фессалоникийский эдикт (380), утвердивший никейское христианство в качестве государственной религии Римской империи.

## Преследование христиан
Великое гонение на христиан (303—313), начавшееся при императоре Диоклетиане и продолжившееся его наследниками, было последним и самым суровым гонением на христиан в Римской империи. Беспрецедентные по жестокости гонения на христиан, ознаменовавшие правление Диоклетиана, не остановили распространение христианства.

## Распространение христианства
К 300 году н. э. христианство стало преобладающей конфессией в ряде крупных городов Древнего Рима; по некоторым оценкам, христиане составляли в этот период до 10 % всего населения Римской империи.
В 301 году первым государством, официально принявшим христианство, стала Великая Армения. В 380 году примеру Армянского царства последовал Рим.

## Соборы
Вселенские
325 — Первый Никейский собор. Принял Символ веры, осудил арианство, определил время празднования Пасхи. Постановил, что Христос вочеловечился, то есть имел не только тело человека, но и человеческую душу.
381 — Первый Константинопольский собор. Повторно осудил арианство; сформулировал православное учение о Святой Троице, дополнил Никейский Символ веры. Пояснил, что человечность Христа не есть преграда, чтобы быть Ему и Богом.
Непризнанные соборы
341 — Антиохийский собор. Признал арианство официальным учением.
355 — Миланский собор. Репрессии ариан против их противников.
357 — Сирмийский Собор. Принял вторую сирмийскую формулу.